# Cuelgamures
Cuelgamures település Spanyolországban,  Zamora tartományban. Cuelgamures Santa Clara de Avedillo, Fuentespreadas, El Maderal, El Cubo de Tierra del Vino és Corrales del Vino községekkel határos. Lakosainak száma 80 fő (2024).

## Népesség
A település népessége az utóbbi években az alábbiak szerint változott:
| Lakosok száma | 140  | 133  | 125  | 124  | 110  | 95   | 92   | 85   | 81   | 80   |
|               | 2001 | 2004 | 2007 | 2009 | 2012 | 2014 | 2017 | 2019 | 2022 | 2024 |